# Charlotte Witthauer
Charlotte Witthauer (* 18. Juli 1908 in Breslau; † 6. Mai 1980 in Tutzing) war eine deutsche Schauspielerin.

## Leben
Nach ihrer Schauspielausbildung an der Max-Reinhardt-Schule des Deutschen Theaters Berlin gab Charlotte Witthauer 1932 ihr Bühnendebüt am Stadttheater Oberhausen, wo sie auch ihr erstes festes Engagement erhielt. Es folgten Bühnenstationen am Stadttheater Rostock sowie am Landestheater Braunschweig. Von 1936 bis 1944 gehörte sie zum Ensemble des Berliner Staatstheaters. Sie stand 1944 in der Gottbegnadeten-Liste des Reichsministeriums für Volksaufklärung und Propaganda.
Nach Kriegsende folgten Engagements in Hamburg (Deutsches Schauspielhaus) und München (Kleine Komödie).
1931 gab Charlotte Witthauer im Drama Mädchen in Uniform ihr Spielfilmdebüt. In den folgenden Jahren spielte sie meist Nebenrollen in bekannten Produktionen wie Feuerwerk (neben Lilli Palmer). Zweimal verkörperte sie die Frau des Gymnasiumdirektors Dr. Taft (Theo Lingen) in der Filmserie Die Lümmel von der ersten Bank.
Darüber hinaus arbeitete sie umfangreich als Sprecherin beim Hörfunk sowie seit den vierziger Jahren als Synchronsprecherin. Schon im Jahre 1934 konnte man sie neben Gustaf Gründgens, Theo Lingen und Lola Müthel in Hans Sonnenstössers Höllenfahrt erleben. 1949 war sie neben Heinz Rühmann, Elfriede Kuzmany und Grethe Weiser in der Komödie Du kannst mir viel erzählen im Einsatz. In Thornton Wilders Wir sind noch einmal davongekommen war sie 1965 in einer Produktion des WDR und zwei Jahre später in einer Fassung des RIAS zu hören. In beiden Hörspielen waren Hans-Christian Blech, Elfriede Irrall und Almut Eggert ihre Partner.
Charlotte Witthauer war mit dem Schauspieler Hans Quest von 1940 bis 1968 verheiratet. Aus dieser Ehe stammen die beiden Söhne Christoph (1940–2020, Schauspieler) und Thomas Quest (* 1945, Firmeninhaber).
Sie ist auf dem Starnberger Friedhof beerdigt.

## Filmografie (Auswahl)
- 1931: Mädchen in Uniform
- 1938: Du und ich
- 1938: Lauter Lügen
- 1939: Die Geliebte
- 1939/41: Pedro soll hängen
- 1940: Die gute Sieben
- 1943: Großstadtmelodie
- 1944: Liebesbriefe
- 1944: Eine Frau für drei Tage
- 1948: Schuld allein ist der Wein
- 1949: Diese Nacht vergess ich nie!
- 1950: Liebe auf Eis
- 1953: Muß man sich gleich scheiden lassen?
- 1954: Feuerwerk
- 1955: Der letzte Mann
- 1957: Das Mädchen ohne Pyjama
- 1961: Was macht Papa denn in Italien?
- 1961: Unsere kleine Stadt
- 1962: Der Rosenstock
- 1963: Der Maulkorb
- 1963: Sessel am Kamin
- 1965: Der wahre Jakob
- 1965: Die Tochter des Brunnenmachers
- 1968: Der Tod des Handlungsreisenden
- 1969: Der Kommissar: Toter Herr im Regen (Fernsehserie, 1 Folge)
- 1970: Die seltsamen Methoden des Franz Josef Wanninger: Der Burgherr (Fernsehserie, 1 Folge)
- 1971: Morgen fällt die Schule aus
- 1971: Die Weber
- 1972: Betragen ungenügend!
- 1973: Sommerpension (Serie Der Kommissar)
- 1974: Die Notbremse (Serie Der kleine Doktor)
- 1975: Die Kusine (Serie Der Kommissar)
- 1977: Endstation Paradies
- 1979: 1 + 1 = 3

## Hörspiele (Auswahl)
- 1934: Hans Sonnenstössers Höllenfahrt – Regie: Harald Braun
- 1949: Du kannst mir viel erzählen (Lydia) – Regie: Ulrich Erfurth
- 1954: An den Ufern der Plotinitza (nach Wolfgang Hildesheimer) (Suleika Krikorovanovitsch) – Regie: Otto Kurth
- 1954: Der Hauptmann von Köpenick (nach Carl Zuckmayer) (Frau Obermüller) – Regie: Heinz-Günter Stamm
- 1963: Unser Mann in Havanna (nach Graham Greene) – Regie: Raoul Wolfgang Schnell
- 1965: Der Weihnachtsabend (nach Eine Weihnachtsgeschichte von Charles Dickens) – Regie: Jan Alverdes
- 1965: Wir sind noch einmal davongekommen (nach Thornton Wilder) – Regie: Gustav Burmester
- 1966: Glocken in der Neujahrsnacht (Suzanne Legros) (nach Dorothy L. Sayers) – Regie: Otto Kurth
- 1967: Wir sind noch einmal davongekommen (nach Thornton Wilder) – Regie: Ludwig Cremer
- 1969: Der Mann und die Fliege (Die Frau) – Regie: Otto Düben